# Pracovní úřad Apoštolského stolce
Pracovní úřad Apoštolského stolce (italsky Ufficio del lavoro della Sede Apostolica, zkr. U.L.S.A.) je úřad Svatého stolce, který má přispívat k rozvoji a upevňování společenství práce  a pečuje tedy o zaměstnance římské kurie (Curia Romana), vatikánského governatorátu (Governatorato dello Stato della Città del Vaticano) a institucí, které administrativně přímo řídí Svatý stolec (Santa Sede).

## Historie
Pracovní úřad Apoštolského stolce zřídil k 1. lednu 1989 papež Jan Pavel II. a zároveň vydal "ad experimentum" jeho statut. Roku 1994 schválil jeho pozměněný statut. Ten platil až do roku 2009, kdy papež Benedikt XVI. nahradil předchozí statut statutem novým.

## Seznam prezidentů
- Jan Pieter Schotte, C.I.C.M. (14. dubna 1989– 10. ledna 2005)
- Francesco Marchisano (5. února 2005 – 3. červenec 2009)
- Giorgio Corbellini (3. červenec 2009 – 13. listopadu 2019)
- Alejandro W. Bunge (1. říjen 2020 – 26. ledna 2022)
- Giuseppe Sciacca (26. ledna 2022 – 30. ledna 2025))
- Marco Sprizzi (od 31. ledna 2025)